# Концентрація шкідливих речовин, миттєво-небезпечна для життя чи здоров'я
Під час роботи в забрудненій атмосфері для захисту здоров'я працівників часто використовують засоби індивідуального захисту органів дихання (ЗІЗОД) — респіратори. Для надійного захисту здоров'я, вибраний респіратор за своїми захисними властивостями повинен відповідати ступеню забрудненості повітря. Для вибору таких достатньо надійних респіраторів в промислово-розвинених країнах, де реєструються професійні захворювання і в яких роботодавець несе відповідальність за ушкодження здоров'я робітників, розроблено стандарти з охорони праці до вимог по вибору ЗІЗОД, див. Законодавче регулювання вибору та організації застосування респіраторів. У цих стандартах для оцінки того, підходить респіратор для використання, або не підходить, застосовується (як один із критеріїв для визначення необхідної надійності) здатність робітника самостійно покинути забруднену атмосферу без ризику для життя та здоров'я у разі відмови ЗІЗОД. Тобто — чи може короткочасне вдихання забрудненого повітря загрожувати життю або призвести до незворотного погіршення здоров'я.

## Вступ
Значення концентрацій шкідливих речовин, які миттєво-небезпечні для життя чи здоров'я, стали використовуватися Національним інститутом охорони праці (NIOSH) як показники для вибору достатньо надійного респіратора, з середини 1970-х. Для обґрунтування вибору значень цих концентрацій стосовно різних шкідливих речовин, було зібрано інформацію з різних джерел, що використовувалися Інститутом під час первісної розробки таких концентрацій для 387 шкідливих речовин. Крім того, Інститут продовжує збирати, зберігати і переглядати інформацію та методики, які стосуються вже розроблених значень концентрацій (коли це доречно), і розробляє нові значення миттєво-небезпечних концентрацій.

## Історія питання
Обговорення того, як використовувати респіратори, коли забрудненість повітря миттєво-небезпечна для життя чи здоров'я (Immediately Dangerous to Life or Health concentration, IDLH), почалося принаймні з початку 1940-х. Нижче цитується бюлетень Мінпраці США:
«Випадки, коли потрібне використання респіраторів, можна розділити на два види: (1) не-небезпечні, і (2) небезпечні. Безпечні випадки — це ті, коли забрудненість повітря не становить миттєву небезпеку для життя чи здоров'я, але створює сильний дискомфорт, призводить до появи захворювань, стійкого погіршення здоров'я або до смерті у разі тривалого або повторюваного впливу. А небезпечні випадки — це коли робітники піддаються або можуть зазнати впливу атмосфери, яка миттєво-небезпечна для життя чи здоров'я за відносно короткочасного впливу»[Yant 1944]
Управління з охорони праці (OSHA, в Мінпраці США) у власних документах (що стосуються роботи з небезпечними речовинами і реагування на надзвичайні події) визначає це так:
«Повітряна концентрація будь-яких — токсичних, агресивних або задушливих речовин, яка створює миттєву небезпеку для життя, чи викликає незворотне погіршення здоров'я (або погіршення здоров'я з затримкою за часом), чи (може) перешкодити працівникові (самостійно) покинути небезпечну атмосферу» [29 CFR 1910.120] [Архівовано 10 лютого 2010 у Wayback Machine.].
В стандартах Управління з охорони праці, що стосуються роботи в замкненому просторі, було дано таке визначення: «Будь-які умови, які створюють миттєву загрозу для життя, в тому числі — з затримкою за часом, або які можуть викликати незворотне погіршення здоров'я, чи здатні перешкодити робітникові (самостійно) покинути небезпечне місце. Зауваження: деякі шкідливі речовини (наприклад — фтористий водень і пари кадмію) можуть за короткочасного впливу завдати великої шкоди здоров'ю, яка — навіть за значного впливу — може виглядати незначною і не вимагає медичної допомоги, але здатна призвести до несподіваної смерті з затримкою на 12- 72 години після впливу. Постраждалий «почувається нормально» після припинення впливу та закінчення проявів короткочасних симптомів — аж поки не відбудеться погіршення стану або раптова смерть. Небезпечні концентрації таких речовин (також) стали вважати миттєво-небезпечними» [29 CFR 1910.146] [Архівовано 9 липня 2014 у Wayback Machine.].
У стандарті з охорони праці, який регулює вибір і організацію застосування респіраторів 29 CFR 1910.134(e) «Respiratory protection» [Архівовано 18 квітня 2013 у WebCite]// переклад (рус.), Управління вимагає, щоби під час проведення роботи в миттєво-небезпечній атмосфері, працівник використовував шланговий респіратор з примусовим нагнітанням повітря або автономний дихальний апарат, а також щоби він використовував страхувальну мотузку чи інші засоби, котрі дозволяють витягнути його з небезпечного місця, до того ж поруч повинна чергувати інша людина з відповідним рятувальним спорядженням.

## Програма розробки стандартів з охорони праці, що регулюють роботу з шкідливими речовинами
1974 року, Інститут і Управління почали спільно розробляти стандарти з охорони праці відповідно до розділу 6 (b) Закону про охорону праці (Occupational Safety and Health Act of 1970) для тих шкідливих речовин, для яких було встановлено ГДК (повітря в зоні дихання — permissible exposure limit, PEL). Ця спільна робота дістала назву Standards Completion Program (SCP), і в ній брали участь співробітники різних підрозділів Інституту та Управління, а також з декількох інших організацій. Під час виконання цієї програми, було розроблено 387 проєктів стандартів для різних шкідливих речовин, і зібрана документація з технічною інформацією та рекомендаціями, які були потрібні для прийняття (офіційного, юридичного) нових стандартів з охорони праці. Хоча нові стандарти не були оприлюднені на той час, але зібрані відомості стали основою для (розробки) Вказівок щодо дотримання норм охорони праці у разі роботи зі шкідливими хімічними речовинами NIOSH / OSHA Occupational Health Guidelines for Chemical Hazards [NIOSH / OSHA 1981] [Архівовано 11 серпня 2014 у Wayback Machine.].
В межах вибору достатньо ефективного респіратора для кожного з проєктів стандартів з охорони праці, було визначено значення миттєво-небезпечної концентрації. Показники цих концентрацій, встановлені під час виконання Програми розробки стандартів, ґрунтувалися на визначенні, яке було дано в 30 CFR 11.3 (t). Значення таких концентрацій встановлювали для того, щоби визначити ту концентрацію, за якої робітник може покинути небезпечне місце без ризику для життя і загрози незворотного погіршення здоров'я, якщо його ЗІЗОД вийде з ладу (наприклад — сорбент протигазного фільтру насититься, і станеться просочування, або якщо припиниться подавання повітря у шлангового респіратора), тобто концентрації, за перевищенні якої, можна використовувати тільки  найнадійніші респіратори. Під час визначення того, чи зможе працівник покинути небезпечне середовище без ризику для життя і загрози незворотного погіршення здоров'я, враховували також і вплив на очі та подразнення органів дихання й інші шкідливі впливи (наприклад — дезорієнтацію, порушення координації рухів), здатні перешкодити евакуації. Хоча зазвичай для покидання небезпечного місця потрібно менше 30 хвилин, значення миттєво-небезпечної концентрації спиралися на ті наслідки впливу, які можуть статися у разі впливу протягом 30 хвилин — з запасом для безпеки. Але те, що ці концентрації встановили виходячи з 30-хвилинного впливу не означає, що робітник може залишатися на робочому місці після відмови респіратора хоч трохи довше, ніж це треба.
ВІН ПОВИНЕН ДОКЛАСТИ ВСІХ ЗУСИЛЬ ДЛЯ НЕГАЙНОЇ ЕВАКУАЦІЇ!
Значення цих концентрацій були визначені під час виконання програми розробки стандартів SCP індивідуально, з урахуванням наявних тоді відомостей про отруйність. У всіх випадках, коли це було можливо, для встановлення значень миттєво-небезпечних концентрацій використовували результати досліджень людей, які піддавалися короткочасному впливу. Але в більшості випадків, через відсутність інформації про людей, використовували дані про токсичність щодо впливу на тварин. Під час використання підсумків досліджень токсичності за короткочасного (0.5-4 години) впливу на тварин, коли це було єдиним джерелом інформації, брали найменшу концентрацію, за якої спостерігалися смерть або незворотне погіршення здоров'я у тварин будь-якого виду. Для використання значень летальної дози для тварин, миттєво-небезпечну концентрацію визначали на основі еквівалентного впливу на робітника вагою 70 кг з витратою 10 м.куб. повітря.
Оскільки дані про хронічні прояви можуть бути слабко пов'язані з гострими отруєннями, ці дані використовували для визначення миттєво-небезпечної концентрації тільки тоді, коли даних про гострі отруєння не було взагалі, і лише з урахуванням думки досвідчених спеціалістів. В деяких випадках, за відсутності придатної інформації про отруйність стосовно впливу на людей та тварин, для визначення значень миттєво-небезпечної концентрації, застосовували наявні свідчення про інші отруйні речовини зі схожими токсичними ефектами— за подобою.

## Обговорення вихідних значень миттєво-небезпечних концентрацій
Обґрунтування всіх 387 значень миттєво-небезпечних концентрацій, розроблених під час виконання програми SCP, були вивчені і опрацьовані. Також були внесені всі ті посилання на джерела інформації, на які посилалися в SCP, а в багатьох випадках наводилися тільки вторинні джерела, і до них додали посилання на первинні джерела. Коли це було можливо, для перевірки інформації, на яку посилалися, були отримані посилання і на вторинні, і на первинні джерела. Але в кількох випадках такі вихідні джерела, як наприклад, приватне листування і повідомлення іноземних фахівців, не були встановлені.
Програма SCP охоплювала 387 шкідливих речовин, але миттєво-небезпечні концентрації були визначені не для всіх із них. Наявна на тоді інформація про 40 речовин (наприклад — ДДТ і трифенілфосфін), не дозволяла визначити, за якого рівня концентрації починаються гострі ефекти, або коли робітник не може покинути небезпечне місце (за 30-хвилинного впливу). У цих випадках замість значень концентрації, позначали «немає даних». Під час вибору відповідного респіратора для захисту від усіх цих речовин, використовували тільки коефіцієнти захисту. Для деяких речовин (наприклад — дим міді, тетрил) на підставі думки фахівців, значення  очікуваного коефіцієнта захисту 2000, помножене на ГДК, було взято як «гранична концентрація», у разі перевищення якої можна було застосовувати лише «найнадійніші» респіратори. Але для більшості аерозолів, для яких не було відомостей стосовно визначення миттєво-небезпечної концентрації (наприклад — для фербама / ferbam і для оливового туману) використання очікуваного коефіцієнта захисту 2000 призвело до того, що вийшла концентрація, яка навряд-чи могла зустрітись у виробничих умовах. Крім того, вплив шкідливих речовин за концентрації вище 500 ГДК для багатьох аерозолів був таким, що заважав зору. Через це в межах програми SCP і під час перегляду значень миттєво-небезпечних концентрацій для таких аерозолів, вирішили, що за концентрації понад 500 ГДК, можна використовувати суто найнадійніші респіратори.
Під час виконання програми SCP, значення миттєво-небезпечних концентрацій було встановлено для 22 речовин (наприклад — для бромоформу і для оксиду кальцію) через недостатню кількість потрібних даних про отруйність, отже замість значень цієї концентрації вказували «невідомо». Для більшості з цих речовин на підставі думки фахівців була встановлена концентрація, за перевищення якої, можна було застосовувати лише «найнадійніші» респіратори. Ці концентрації перевищували відповідні ГДК в 10 - 2000 разів, залежно від речовини. Ще у 10 речовин (наприклад — н-пентан і етиловий ефір) було встановлено тільки те, що миттєво-небезпечна концентрація перевищує нижню межу порогу впливу (lower explosive limits (LELs)). Через це, така нижня межа порогу впливу і була обрана як миттєво-небезпечна концентрація. В проєктах стандартів з охорони праці під час роботи з цими шкідливими речовинами у разі концентрації, більшій за нижню межу порогу впливу, дозволяли використовувати лише «найнадійніші» респіратори.
Для ще 10 шкідливих речовин (таких, як берилій, і ендрін / endrin — інсектицид) ті значення миттєво-небезпечної концентрації, які було встановлено під час виконання програми SCP, виявилися більше значень, отриманих для використання очікуваних коефіцієнтів захисту респіраторів. У більшості випадків значення миттєво-небезпечної концентрації у цих речовин були прийняті рівними 2000 ГДК.

## Застосування значень миттєво-небезпечних концентрацій Інститутом
Зараз значення миттєво-небезпечних концентрацій — за визначенням, яке дано їм в Керівництві NIOSH з вибору респіраторів (під ред. Н. Боллинджер, 2004 (рус.) [Архівовано 27 січня 2022 у Wayback Machine.] Вікі (рус.) [Архівовано 27 січня 2022 у Wayback Machine.] (NIOSH Respirator Selection Logic) — це величина, яка показує, за якої концентрації короткочасний вплив шкідливої речовини на працівника, який не використовує респіратор, може призвести до смерті або до незворотного погіршення здоров'я (відразу або з затримкою за часом), чи може перешкодити покинути небезпечне місце [NIOSH 2004]. Значення таких концентрацій визначали для того, щоби:
1. Забезпечити можливість самостійного покидання небезпечного місця працівником у разі відмови респіратора, і
2. Визначити значення тієї концентрації, за перевищення якої робітник повинен використовувати найнадійніші респіратори, що забезпечують найбільший захист [NIOSH 2004]. Для встановлення значень цих концентрацій враховували наступне:
А. Здатність працівника покинути небезпечне місце без ризику для життя і без незворотного погіршення здоров'я (до того-ж вважали, що для покидання небезпечного місця вистачить 30 хвилин).
В. Можливість значного подразнення очей та інші негативні наслідки, які можуть перешкодити евакуації.
Керівництво NIOSH з вибору респіраторів (застаріле, 1987р) використовувало миттєво-небезпечні концентрації як один з критеріїв вибору досить ефективного ЗІЗОД. Згідно з цим керівництвом, під час небезпечних подій (наприклад — гасіння пожеж, вплив канцерогенних речовин, покидання місця з браком кисню, місця зі скупченням шкідливих речовин, що перевищує ГДК в 2000 разів і більше, або коли є ризик смерті чи незворотного погіршення здоров'я, тощо) повинні застосовуватися найнадійніші респіратори. До них відносять автономні дихальні апарати з повно-лицевою маскою і подаванням повітря за потребою під тиском (наприклад респіратор PAPR), або іншим способом подавання — таким, що під час вдиху тиск під маскою вище зовнішнього; або шлангові респіратори з маскою і подаванням повітря за потребою під тиском, або іншим способом подавання — таким, що під час вдиху тиск під маскою вище зовнішнього, в поєднанні з допоміжним автономним дихальним апаратом з таким же режимом подавання повітря.
У ході розробки значень миттєво-небезпечних концентрацій в середині 1970-х, для низки шкідливих речовин було небагато токсикологічної інформації. 1993 року, Інститут опитав тих, хто працює в промисловості, про використання миттєво-небезпечних концентрацій у виробничих умовах, та про наукову відповідність критеріїв і методів, які було використано під час первісного встановлення цих значень [Federal Register, Volume 58, Number 229, p. 63379, Wednesday, December 1, 1993]. Отримана згодом інформація (відгуки з виробництва) була вивчена і використана для планування подальших дій у цій області (пов'язаної з миттєво — небезпечними концентраціями).
Під час роботи з 85 речовинами (в тому числі бензолом і метиленом), які Управлінням вважалися канцерогенними [29 CFR 1990.103] [Архівовано 15 вересня 2014 у Wayback Machine.], але за винятком оксиду етилену і (кристалічного) кварцу, Інститут рекомендував використовувати найнадійніші респіратори у разі перевищення ГДК, а за відсутності ГДК — у разі перевищення будь-якої вимірної концентрації. У разі впливу кристалічного кварцу і оксиду етилену, Інститут радив використовувати найнадійніші респіратори за перевищення концентрації 25 мг / м3 і 5 ppm (частин на мільйон за обсягом) відповідно [NIOSH 1989, 2005].

## Переглянуті критерії для встановлення миттєво-небезпечних концентрацій
Під час визначення відповідності використовуваних значень миттєво-небезпечних концентрацій, застосовували критерії, які були поєднанням показників, що використовувалися для виконання програми SCP, і нових методів, розроблених в NIOSH. Ці критерії складалися з використання декількох різних способів, які застосовувалися з урахуванням їх пріоритетності. Найважливішим було використання інформації про гостру отруйність під час впливу на людей, потім — відомості про гостру токсичність щодо впливу на тварин (при вдиханні), потім — відомості про гостру токсичність стосовно впливу на тварин (у разі введення через рот). Якщо такої придатної інформації не було, або її було недостатньо, то використовували відомості про отруйність, яка призводить до хронічних захворювань, подібно до інших речовин, які давали схожий токсичний вплив. Для проведення процесу перегляду, спочатку використовували головним чином, вторинні токсикологічні відомості. Після отримання «попередніх» значень (нових) миттєво-небезпечних концентрацій їх порівнювали з уже використовуваними (давніми) концентраціями, а також з декількома іншими чинниками (що були для даної речовини «короткочасними» ГДК і нижньою межею впливу LEL)
Щоби визначити переглянуті значення миттєво-небезпечної концентрації, ці значення спочатку визначали «попередньо», і для визначення «попередніх» значень використовували описані нижче методи (перераховані в порядку важливості):
A. Відомості про концентрацію у разі впливу на людей (якщо такі були), яка протягом терміну 30 хвилин не призводила ні до смерті, ні до серйозного або незворотного пошкодження здоров'я, і не заважала робітникові самостійно покинути небезпечне місце.
B. Потім застосовували відомості про концентрації, вплив яких призводив до гострих ефектів у тварин. Використовували тільки ті значення концентрацій, які було встановлено під час застосування до ссавців. У більшості випадків використовували щурів, морських свинок і хом'ячків. Вирішили застосовувати найменші значення концентрацій LC (які були вірогідні, надійні), і кращим було використання LC50. Якщо не було відомостей про LC у разі 30-хвилинного впливу, то для корекції на такий інтервал (з іншого) використовували формулу з дослідження ten Berge et al (1986):
Уточнена LC50 (30 хвилин) = LC50(t) * (t/0.5)(1/n)
де LC50 (t) — це концентрація LC, певна за t годин, а «n» — константа.
Зауваження: ten Berge et al (1986) визначили взаємозв'язок, показаний вище, на основі дослідних даних. У них вийшло, що для 18 з 20 вивчених речовин, значення «n» менше 3.0. Хоча під час розробки миттєво-небезпечних концентрацій в тих випадках, коли можна було застосувати конкретні значення «n», отримані ten Berge et al (1986) використовувалися саме вони, але (в інших випадках) для перегляду початкових концентрацій, використовувалися консервативні значення «n» = 3.0. Це дозволило перерахувати дані про летальні концентрації LC на 30-хвилинний інтервал.

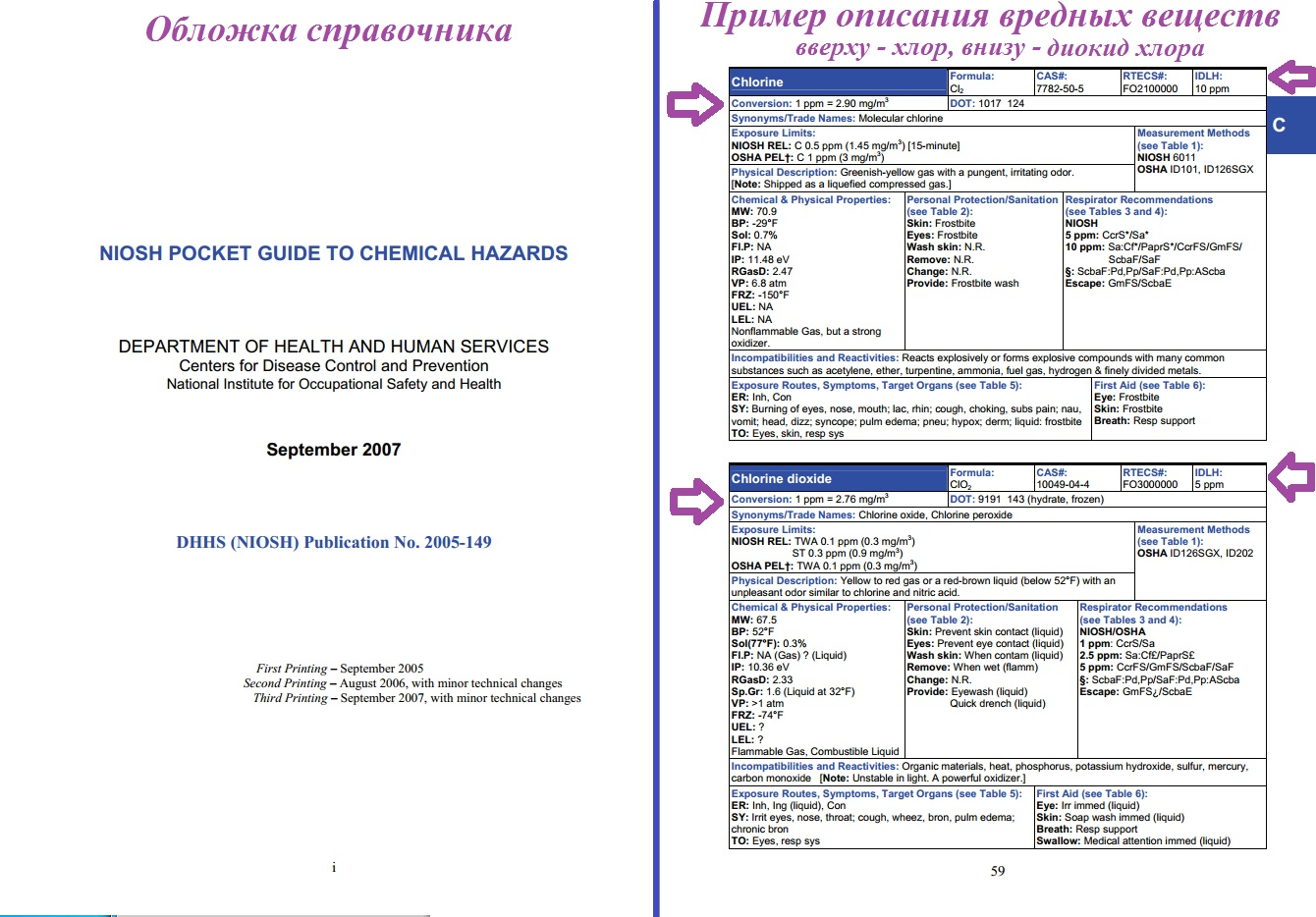
Витяг з довідника по шкідливим хімічним речовинам (2007) з прикладом значень миттєво-небезпечної концентрації хлору і діоксиду хлору (IDLH)

Поправкові коефіцієнти, отримані при використанні рівняння і показника «n» рівного 3.0
| Тривалість впливу, години | Поправковий коефіцієнт |
| ------------------------- | ---------------------- |
| 0.5                       | 1.0                    |
| 1                         | 1.25                   |
| 2                         | 1.6                    |
| 3                         | 1.8                    |
| 4                         | 2.0                    |
| 5                         | 2.15                   |
| 6                         | 2.3                    |
| 7                         | 2.4                    |
| 8                         | 2.5                    |

Для визначення «попередніх» значень миттєво-небезпечних концентрацій отримані LC значення регулювали (за потреби — після внесення поправок на зміну інтервалу впливу від 30-хвилинного), і зменшували в 10 разів (коефіцієнт безпеки). Отримані попередні концентрації використовували потім для порівняння.
C. Потім розглядали відомості про дозу, яка призводить до загибелі 50 % тварин (LD). Як і у випадку з концентраціями, що приводять до смерті, використовували тільки ті значення концентрацій (що призводять до смерті), які були встановлені під час використання ссавців. У більшості випадків застосовували щурів, морських свинок і хом'ячків. Вирішили використовувати найменші значення летальних доз, і переважно — LD50 у разі введення крізь рот. Ці дози потім застосовувалися для перерахунку на еквівалентну дозу щодо 70-кілограмового працівника. Водночас, як і під час виконання програми SCP, для визначення повітряної концентрації стосовно такої дози, брали об'єм повітря 10 м.куб. {Зауваження: за витрати повітря у робітника 50 л / хв за 30 хвилин, працівник вдихне 1,5 м.куб.} Щоби потім отримати значення попередніх концентрацій для подальшого порівняння, ці концентрації ділили на 10 (коефіцієнт безпеки).
D. Вважали, що відомості про токсичність за концентрацій, які призводять до хронічних захворювань, не застосовні до гострих отруєнь. Але враховували те, що хронічні впливи можуть мати деякий взаємозв'язок з ефектами у разі гострих отруєнь.
E. За відсутності потрібних відомостей про токсичність, які б прямо стосувалися досліджуваних шкідливих речовин, і в тих випадках, коли (написане далі) виправдане, використовували відомості про токсичність інших подібних шкідливих речовин, у яких схожі гострі отруйні властивості.
F. Всі значення миттєво-небезпечних концентрацій, попередньо отримані при перегляді, перед використанням як нових значень, перевіряли відповідно до наступного: Найменша межа впливу. Було вирішено, що регулярний вплив шкідливих речовин слід обмежити величиною, в 10 разів меншою нижньої межі впливу (Lower explosive limit LEL). Зауваження: Під час розробки найперших миттєво-небезпечних концентрацій, їх величини брали рівними нижній межі впливу (100 % LEL), якщо не було даних про ризик серйозного пошкодження здоров'я за менших концентрацій. Але Управління вважає, що під час роботи в замкненому просторі [29 CFR 1910.146(b)] [Архівовано 9 липня 2014 у Wayback Machine.], і концентрації шкідливих речовин понад 10 % від LEL, є небезпека для здоров'я.
1. Дані про концентрацію, вплив якої протягом 10 хвилин призводить до зниження витрати повітря на 50 % (RD50) у мишей або щурів, які могли використовуватися для визначення концентрації, що викликає сильне подразнення органів дихання. За тривалого впливу при концентрації RD50, відбувається пошкодження дихальних шляхів і їх подразнення [Alarie 1981; Buckley et al. 1984].
2. (Враховували) інші обмеження стосовно короткочасного впливу шкідливих речовин, наприклад American Industrial Hygiene Association's emergency response planning guidelines (ERPGs) і National Research Council's emergency exposure guidance levels (EEGLs) і Short-term public emergency guidance levels (SPEGLs), і ГДКпз стандартів з охорони праці (або рекомендації) Управління OSHA PELs, NIOSH RELs, або American Conference of Governmental Industrial Hygienists (ACGIH) TLVs.
3. На основі Керівництва NIOSH з вибору респіраторів (1987), переглянуті значення не повинні перевищувати 2000 ГДК.
4. Переглянуті значення не повинні перевершувати ті значення, які було встановлено під час виконання програми SCP (тобто — найперші)

Кожен, хто знає про якусь оприлюднену інформацію, яка може вплинути на значення миттєво-небезпечної концентрації, нехай надішле ці дані (або повідомить про них) в NIOSH. Всі відомості буде розглянуто, і під час наступного перегляду миттєво-небезпечних концентрацій, буде враховано.